# Linescio
Linescio (lmo. Lünèsc, Linesc) − miejscowość i gmina w południowej Szwajcarii, w kantonie Ticino, w okręgu (distretto) Vallemaggia, w powiecie (circolo) Rovana. Leży nad rzeką Rovana.
Gmina została po raz pierwszy wspomniana w dokumentach w 1437 roku jako Lignazio. W 1602 roku gmina została wspomniana jako Linezio.

## Demografia
W 2016 Linescio była dziewiątą najmniejszą gminą pod względem ludności w Szwajcarii. 31 grudnia 2021 roku w Linescio mieszkało 41 osób. W 2021 roku 9,8% populacji gminy stanowiły osoby urodzone poza Szwajcarią.
W 2000 roku 81,3% obywateli gminy mówiło w języku włoskim, a 18,7% mieszkańców w języku niemieckim.

Zmiany w liczbie ludności są przedstawione na poniższym wykresie: